# USS Chung-Hoon (DDG-93)
El USS Chung-Hoon (DDG-93), llamado así en honor al almirante Gordon Chung-Hoon, es el 43.º destructor de la clase Arleigh Burke, en servicio con la Armada de los Estados Unidos desde 2004.

## Nombre

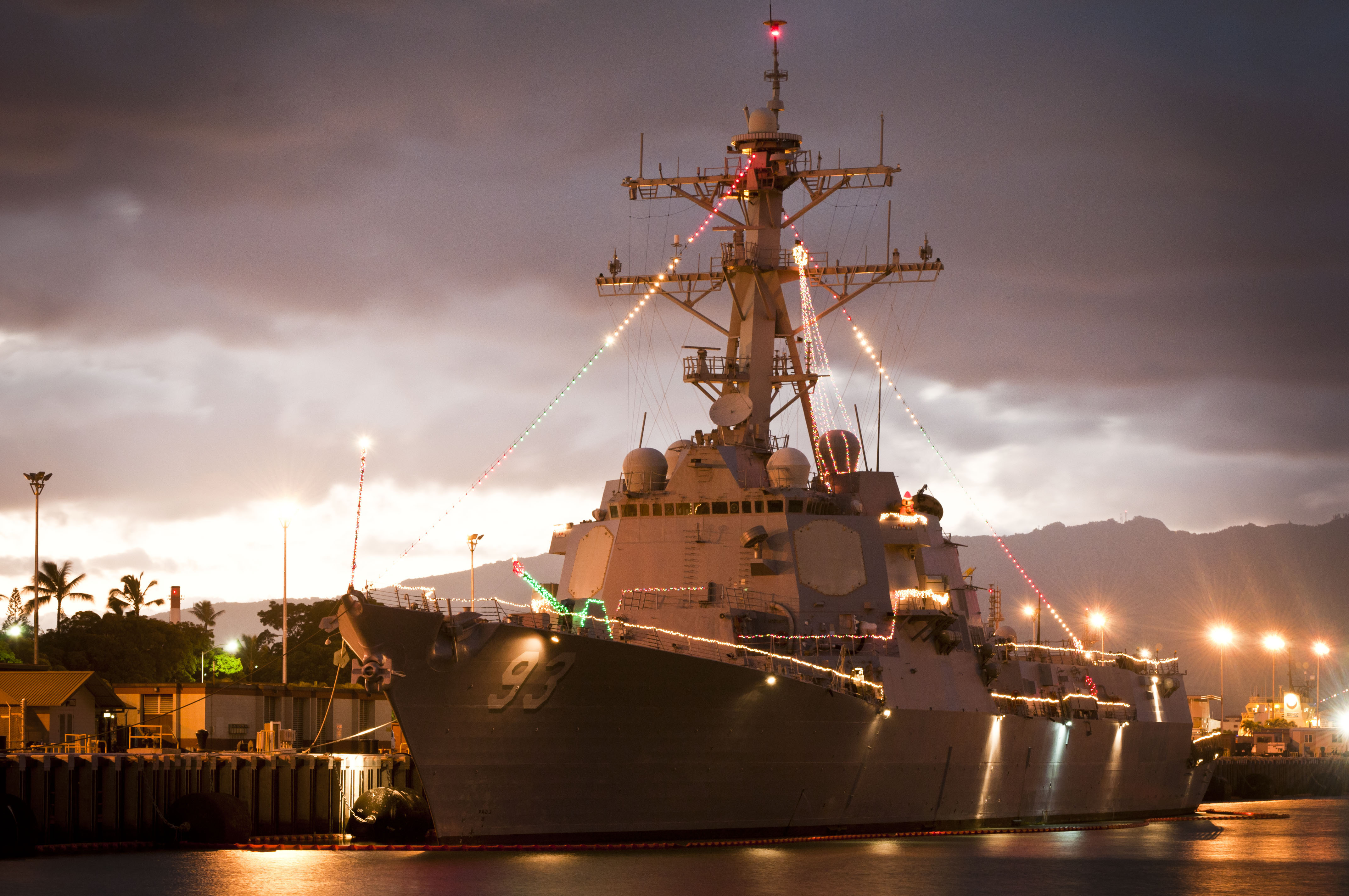
El USS Chung-Hoon (DDG-93) decorado en las navidades de 2011.

Su nombre USS Chung-Hoon honra al almirante Gordon Chung-Hoon, quien fuera comandante del destructor USS Sigsbee (DD-502) durante la Segunda Guerra Mundial.

## Construcción
Ordenado el 6 de marzo de 1998 al Northrop Grumman Ship Systems (Misisipi), su construcción inició con la colocación de la quilla el 14 de enero de 2002. El casco fue botado el 15 de diciembre de 2002 y el buque completado entró en servicio el 18 de septiembre de 2004.

## Historial de servicio
Está asignado en la Flota del Pacífico y su apostadero es la base naval de Pearl Harbor (Hawái).
El 3 de junio de 2023, el buque de guerra Suzhou de la Armada china atravesó la proa del Chung-Hoon mientras transitaba por el estrecho de Taiwán junto con el HMCS Montréal (FFH 336); el punto más cercano de aproximación fue de 150 yardas (140 m).